# Deutscher Kinematheksverbund
Der Deutsche Kinematheksverbund (KV) ist eine Vereinigung deutscher Filmarchive, Filmerbeinstitutionen und Kinematheken.

## Geschichte
Ausgangspunkt des KV war ein „Verwaltungsabkommen über die Einrichtung und Unterhaltung eines Kinematheksverbundes“ zwischen der Bundesrepublik Deutschland und dem Land Berlin vom 8. Dezember 1978. Es sah zunächst die Zusammenarbeit zwischen dem Bundesarchiv (damals Koblenz, heute vor allem Berlin) und der Stiftung Deutsche Kinemathek (SDK, Berlin) vor, sowie den Beitritt weiterer Institutionen, insbesondere des Deutschen Instituts für Filmkunde (DIF) (Wiesbaden, heute: DFF – Deutsches Filminstitut & Filmmuseum).
Mit dem Verwaltungsabkommen wurde dem Filmarchiv des Bundesarchivs die Aufgabe eines zentralen deutschen Filmarchivs zugewiesen: die möglichst vollständige Sammlung und Sicherung der deutschen Filmproduktion von den Anfängen bis zur Gegenwart, die Restaurierung alter Kopien, die Herstellung neuer Ausgangsmaterialien. Aber auch bei anderen Mitgliedern des Kinematheksverbundes, insbesondere bei der SDK und dem DFF, hat sich die Restaurierung und Digitalisierung von Filmen zu einem Schwerpunkt entwickelt. Die Einrichtungen in Berlin und Wiesbaden sollten die Aufarbeitung und Vermittlung des deutschen Films übernehmen: den nichtgewerblichen Verleih historisch bedeutender deutscher Filme, die Veranstaltung von Retrospektiven und Ausstellungen, die Veröffentlichung filmhistorischer Untersuchungen, die Sammlung von Sekundärmaterialien zur Filmgeschichte sowie die Archivierung ausländischer Filme und Spezialbestände. Alle drei Institutionen erfüllen kulturpolitische Aufgaben von gesamtstaatlicher Bedeutung und sind der Bundesbeauftragten für Angelegenheiten der Kultur und Medien zugeordnet oder werden von ihr unterstützt.
Im Laufe der Jahre kamen durch Kooption weitere Filminstitutionen hinzu: CineGraph – Hamburgisches Centrum für Filmforschung, Deutsches Filmmuseum Frankfurt/Main, Filmmuseum Düsseldorf, Filmmuseum München, Filmmuseum Potsdam, Haus des Dokumentarfilms, Stuttgart, die Filmabteilung des Goethe-Instituts, München, sowie das Deutsche Institut für Animationsfilm e.V., Dresden. An den zweimal jährlich stattfindenden Sitzungen des Koordinierungsrates des Kinematheksverbundes, in dem die Stiftung Deutsche Kinemathek gemäß Verwaltungsabkommen den Vorsitz führt, nehmen als ständige Gäste neben Behördenvertretern auch die DEFA-Stiftung und die Friedrich-Wilhelm-Murnau-Stiftung teil.
Anlässlich des Wechsels der Trägerschaft der Stiftung Deutsche Kinemathek vom Land Berlin auf die Bundesrepublik Deutschland wurde 2005 eine neue Kooperationsvereinbarung unterzeichnet, die die bisherige Aufgabenteilung fortführt.

## Koordination der Filmarchive und -museen
Aufgrund der Kulturhoheit der Bundesländer gibt es in Deutschland – anders als etwa in der früheren DDR – kein nationales Filmarchiv, in dem Kopien jedes im Lande produzierten Films aufbewahrt werden. Kopien bzw. Negative alter deutscher Filme lagern heute in einer ganzen Reihe von Archiven, Kinematheken, Stiftungen und Museen, an verschiedenen Orten der Bundesrepublik. Ziel des Kinematheksverbundes, der regelmäßigen Treffen des Koordinierungsrates und der verschiedenen Arbeitsgruppen ist es, die Zusammenarbeit zu sichern. Eine erste Übersicht über die Filmbestände wurde auf Initiative der SDK und des DFF für deren Sammlungen erstellt und vom BKM gefördert. Die Veröffentlichung erfolgte auf filmportal.de, seither wurden Bestände weiterer Institutionen eingepflegt. In einem nächsten Schritt sollen auch die Bestände des Bundesarchivs erfasst werden.
Eine Arbeitsgruppe des Kinematheksverbundes – unter Beteiligung von Filmarchiv des Bundesarchivs, CineGraph, das Deutsche Filminstitut, die Gesellschaft für Filmstudien und des Stummfilmexpertens Herbert Birett – hat 1999 eine filmografische Datensammlung zur Identifizierung von 17.858 deutschen Spielfilmen erstellt, die Deutsche Filmografie (DEFI). Unter anderem auf dieser Grundlage entstand die vom DFF betreute Website filmportal.de, die heute eine wichtige Anlaufstelle für Recherchen zum deutschen Film ist. Mit einem Pilotprojekt der Deutschen Kinemathek und des DFF begannen die Bemühungen, einen Bestandskatalog aller überlieferten Titel der deutschen Filmgeschichte zu erstellen. Seitdem werden kontinuierlich die Bestände weiterer Institutionen erfasst und auf filmportal.de veröffentlicht. Damit wird der interessierten Öffentlichkeit und der Fachwelt ein Einblick in die Überlieferungssituation deutscher Filme ermöglicht.
Die Digitalisierung des analogen Filmerbes und damit die Sicherung des Zugangs zu einem Großteil der deutschen Filmgeschichte war in den letzten beiden Jahrzehnten ein Schwerpunkt des Kinematheksverbundes. Er unterstützte das von Rainer Rother vorgeschlagene Konzept einer gleichberechtigten Förderung der zwingend notwendigen Digitalisierung in drei „Säulen“. Das 2019 gestartete und zunächst auf 10 Jahre angelegte Förderprogramm Filmerbe basiert auf diesem „Drei-Säulen-Modell“.

## Kinopreis des Kinematheksverbundes
Seit 2000 verleiht der Kinematheksverbund jährlich den Kinopreis an kommunale und nichtkommerzielle Kinos in Deutschland, die sich durch herausragende Programmarbeit und Vermittlung filmhistorischer Inhalte auszeichnen. Die aus BKM-Mitteln finanzierte Auszeichnung wird in vier Kategorien sowie als mit höherem Preisgeld dotierter Lotte-Eisner-Preis vergeben. Die Preisverleihung findet im Rahmen des Filmerbe-Festivals Film Restored in Berlin statt.

## Kinematheksverbund: Die 100 wichtigsten deutschen Filme
Anlässlich des 100-jährigen Bestehens des Kinos führte der Kinematheksverbund 1995 eine Umfrage zu den 100 wichtigsten deutschen Filmen durch, bei der über 300 Filmexpertinnen und -experten ihre Stimme abgaben. Zur Auswahl standen Filme aus der BRD und der DDR, wobei die Weimarer Republik mit 37 Filmen besonders stark vertreten ist. Fritz Lang, Georg Wilhelm Pabst und Rainer Werner Fassbinder sind mit je sechs Filmen die am häufigsten vertretenen Regisseure.
1. M (1931)
2. Das Cabinet des Dr. Caligari (1920)
3. Berlin – Die Sinfonie der Großstadt (1927)
4. Nosferatu – Eine Symphonie des Grauens (1922)
5. Menschen am Sonntag (1930)
6. Die Mörder sind unter uns (1946)
7. Der blaue Engel (1930)
8. Metropolis (1927)
9. Die freudlose Gasse (1925)
10. Der Untertan (1951)
11. Kuhle Wampe oder: Wem gehört die Welt? (1932)
12. Der Student von Prag (1913)
13. Die Brücke (1959)
14. Abschied von gestern (1966)
15. Mutter Krausens Fahrt ins Glück (1929)
16. Der Golem, wie er in die Welt kam (1920)
17. Dr. Mabuse, der Spieler (1922)
18. Unter den Brücken (1944/46)
19. Die Nibelungen (1922/24)
20. Der letzte Mann (1924)
21. Der müde Tod (1921)
22. Liebelei (1933)
23. Spur der Steine (1966)
24. Wintergartenprogramm (1895)
25. Lola Montez (1955)
26. Faust – eine deutsche Volkssage (1926)
27. Heimat – Eine deutsche Chronik (1984)
28. Deutschland im Herbst (1978)
29. Madame Dubarry (1919)
30. Berlin – Alexanderplatz (1931)
31. Die Ehe der Maria Braun (1979)
32. Münchhausen (1943)
33. Die Büchse der Pandora (1929)
34. Die Blechtrommel (1979)
35. Das Testament des Dr. Mabuse (1933)
36. Im Lauf der Zeit (1976)
37. Triumph des Willens (1935)
38. Der junge Törless (1966)
39. Katzelmacher (1969)
40. Große Freiheit Nr. 7 (1944)
41. Rotation (1949)
42. Wir Wunderkinder (1958)
43. Das Wachsfigurenkabinett (1924)
44. Mädchen in Uniform (1931)
45. Varieté (1925)
46. Rosen für den Staatsanwalt (1959)
47. Alice in den Städten (1974)
48. Die Halbstarken (1956)
49. Die verlorene Ehre der Katharina Blum (1975)
50. Westfront 1918 (1930)
51. Die Dreigroschenoper (1931)
52. Solo Sunny (1979)
53. Angst essen Seele auf (1974)
54. Der Verlorene (1951)
55. Die Drei von der Tankstelle (1930)
56. In jenen Tagen (1947)
57. Olympia (1936/38)
58. Jud Süß (1940)
59. Der geteilte Himmel (1964)
60. Der Himmel über Berlin (1987)
61. Nicht versöhnt (1965)
62. Vampyr – Der Traum des Allan Gray (1932)
63. Tagebuch einer Verlorenen (1929)
64. Der Prozeß (1984, Regie: Eberhard Fechner)
65. Händler der vier Jahreszeiten (1972)
66. Romanze in Moll (1943)
67. Ehe im Schatten (1947)
68. Die Legende von Paul und Paula (1973)
69. Chronik der Anna Magdalena Bach (1968)
70. Aguirre, der Zorn Gottes (1972)
71. Ich war neunzehn (1968)
72. Die Abenteuer des Prinzen Achmed (1926)
73. Sterne (1959)
74. Die bleierne Zeit (1981)
75. Die Straße (1923)
76. Deutschland im Jahre Null (1948)
77. Kameradschaft (1931)
78. Emil und die Detektive (1931)
79. Berlin – Ecke Schönhauser… (1957)
80. Berlin Alexanderplatz (1980)
81. Der Kongreß tanzt (1931)
82. Das Kaninchen bin ich (1965/1990)
83. Die Artisten in der Zirkuskuppel: ratlos (1968)
84. Fontane Effi Briest (1974)
85. Der amerikanische Freund (1977)
86. Asphalt (1929)
87. Jakob der Lügner (1974)
88. Jeder für sich und Gott gegen alle (1974)
89. Nachts, wenn der Teufel kam (1957)
90. Mysterien eines Frisiersalons (1923)
91. Die weiße Hölle vom Piz Palü (1929)
92. Das Mädchen Rosemarie (1958)
93. Aus einem deutschen Leben (1977)
94. Viktor und Viktoria (1933)
95. Das Boot (1981)
96. Jagdszenen aus Niederbayern (1968)
97. Lebensläufe – Die Kinder von Golzow (1981)
98. Berliner Ballade (1948)
99. Mephisto (1981)
100. Die zweite Heimat – Chronik einer Jugend (1992)